# ホテル日航アリビラ
ホテル日航アリビラ（ホテルにっこうアリビラ）は、沖縄県の読谷村にあるホテル。ホテル日航アリビラ/ヨミタンリゾート沖縄、ホテル日航アリビラ　−ヨミタンリゾート沖縄−とも呼ばれる。

## 概要
株式会社JALホテルズが運営する「ホテル日航アリビラ　−ヨミタンリゾート沖縄−」として、1994年（平成6年）6月27日に開業した。地上10階・地下1階、延床面積42,000平方メートル。総客室数396室、収容人数1,158名、客室稼働率は75-80%（2005年7月1日時点）。
スペイン瓦を用い、スペイン風な内外装をコンセプトとしている。「アリビラ」の語源は、スペイン語の「くつろぎ」を意味する「VILLA（ヴィラ）」からの造語。
2003年（平成15年）3月、佐藤工業から米大手証券ゴールドマン・サックスの関連会社に売却し、2006年（平成18年）2月15日、有限会社ジャパンホテルアライアンスがゴールドマン・サックスがスポンサーのジャパン・ホテル・アンド・リゾート投資法人（現 ジャパン・ホテル・リート投資法人）に197億円で売却した。

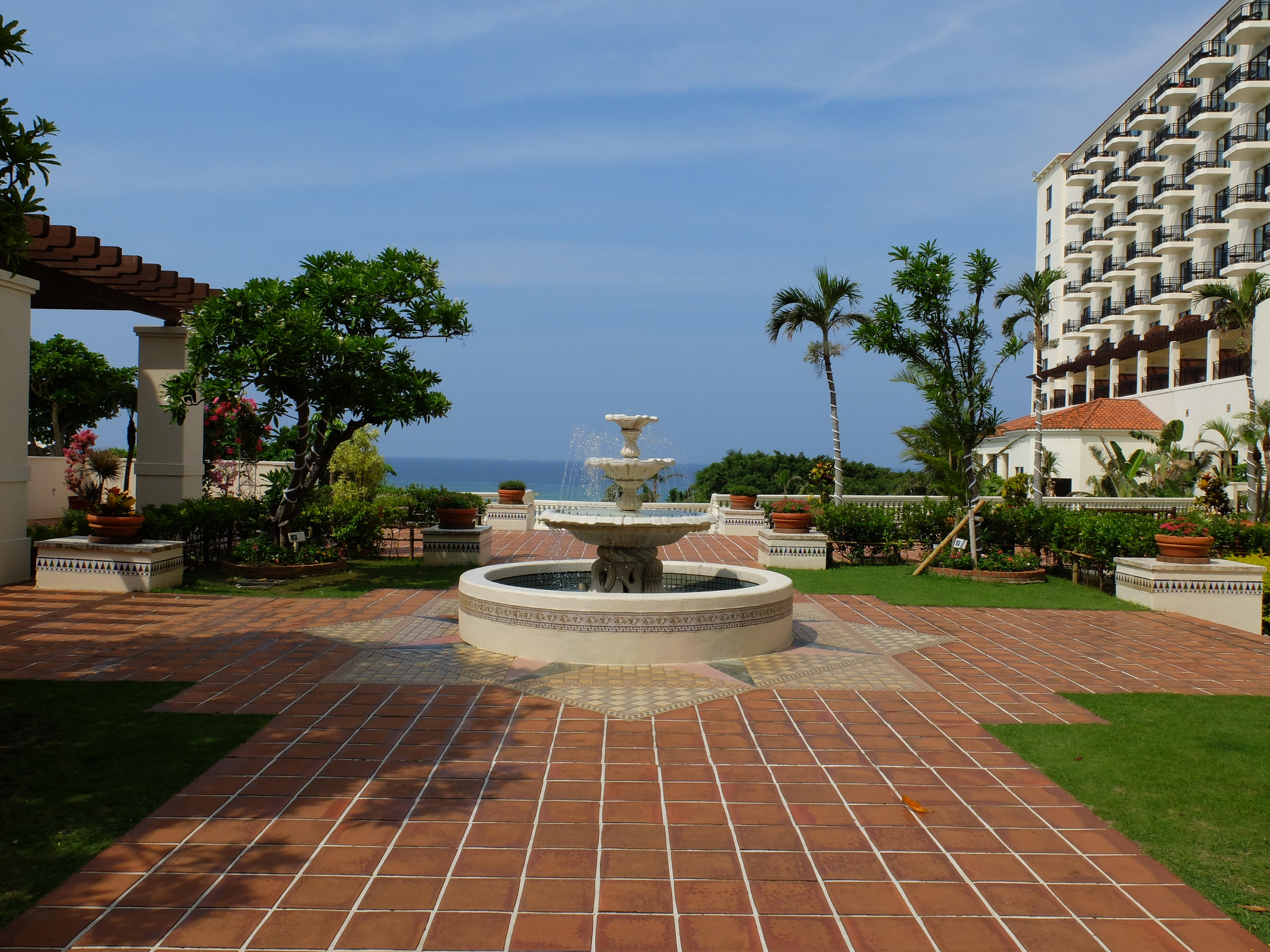
ホテル内「パティオ」

## 所在地
沖縄県中頭郡読谷村字儀間600